# Битка код Фокшанија
Битка код Фокшанија одиграла се 1. августа 1789. године између аустријско-руске и османске војске. Битка је део Руско-турског рата (1787—1792) и завршена је победом руске и аустријске војске.

## Припреме за битку
Главне руске снаге налазиле су се источно од Дњестра. Дивизија Александра Суворова (око 3000 пешака, 2700 коњаника и 30 топова) била је истурена у Бирлад ради одржавања везе са аустријским снагама под принцом Јосијасом Кобургом (11.000 пешака, 6300 коњаника и 75 топова) сакупљеним код Аџуда. Турска армија под Коча Јусуф пашом кренула је средином јула од Фокшанија према северу ради напада на Аустријанце. Да би се супротставио Турцима, Кобург се обратио Суворову за помоћ, усиљеним маршом кренуо 27. јула ка Аџуду и спојио се с Аустријанцима.

## Битка
Руси и Аустријанци су заједно кренули у сусрет Турцима (30. јул). Одбацивши турску претходницу код реке Путне, напали су 1. августа турску армију. После деветочасовне борбе руско-аустријске трупе продрле су у турске положаје и приморале Турке на одступање. Турци су изгубили 1500 људи и 10 топова. Губици савезника били су незнатни.